# Gervaisia illyrica
Gervaisia illyrica är en mångfotingart som först beskrevs av Karl Wilhelm Verhoeff 1908.  Gervaisia illyrica ingår i släktet Gervaisia och familjen Doderiidae. Inga underarter finns listade i Catalogue of Life.